# Gijs van Hall
Gijsbert van Hall, dit Gijs van Hall, né le 21 avril 1904 en Amsterdam, où il meurt le 22 mai 1977, est un homme politique et résistant néerlandais. Membre du Parti travailliste (PvdA), il est bourgmestre d'Amsterdam de 1957 à 1967. Issu d'une famille de banquiers amstellodamoise, il joue, avec son frère Walraven van Hall, un rôle important dans le financement de la résistance à l'occupation allemande durant la Seconde Guerre mondiale.

## Vie politique
D'étiquette libérale jusqu'en 1946, Gijs van Hall rejoint dès lors le nouveau Parti travailliste. Élu sénateur à la Première Chambre des États généraux du 31 juillet 1956 au 10 mai 1971, il est bourgmestre d'Amsterdam du 1er février 1957 au 1er juillet 1967.
Son mandat est notamment marqué par de grands projets d'infrastructure tels que l'ouverture du centre de congrès RAI Amsterdam en 1961 et le début de la construction de l'autoroute A10 en 1962, mais aussi l'inauguration de la Maison Anne Frank en 1960. Des troubles sociaux et manifestations conduisent à son limogeage par le cabinet de Piet de Jong.

## Vie personnelle
Sa femme, Emma, est la sœur de l'actrice Loudi Nijhoff et la cousine du poète et dramaturge Martinus Nijhoff.

## Dans la culture populaire
Le film Le Banquier de la Résistance (2018) de Joram Lürsen retrace son action et celle de son frère Walraven van Hall durant la Seconde Guerre mondiale. Le rôle de Gijs van Hall est joué par Jacob Derwig.

## Biographie
Dans l'année 2017 le historien néerlandais Dirk Wolthekker publiait en néerlandais une biographie sur Van Hall sous le titre Alleen omdat ik een Van Hall ben. Gijs van Hall 1904-1977.